# Sean Wroe
Sean Wroe, född den 18 mars 1985 i Melbourne, är en australisk friidrottare som tävlar i kortdistanslöpning.
Wroe var i final vid VM för juniorer 2004 på 400 meter, där han slutade på sjätte plats. Vid fyra raka mästerskap som senior, VM 2007 och 2009, Samväldesspelen 2006 samt vid Olympiska sommarspelen 2008 tog han sig till semifinalen på 400 meter där han slogs ut. 
Tillsammans med John Steffensen, Ben Offereins och Tristan Thomas blev han bronsmedaljör vid VM i Berlin på 4 x 400 meter. 

## Personliga rekord
- 400 meter - 45,07 från 2009